# Ларссон, Виктор
Виктор Оливер Ларссон (швед. Victor Oliver Larsson; род. 19 апреля 2000, Хёлльвикен, Сконе) — шведский футболист, защитник клуба «Вернаму».

## Клубная карьера
Начал заниматься футболом в клубе «Несет» в пятилетнем возрасте. Затем присоединился к «Хёлльвикену» из своего родного города. Когда ему исполнилось двенадцать лет, он перебрался в школу «Мальмё», где провёл семь лет. Летом 2019 года перешёл в «Торн». В его составе дебютировал во взрослом футболе. Первую игру провёл 7 сентября в матче первого дивизиона против «Линдоме», появившись на поле в конце встречи.
В декабре 2020 года присоединился к «Вернаму», по итогам сезона вернувшегося в Суперэттан. 10 апреля 2021 впервые появился на поле в футболке нового клуба против «Ландскруны». Ларссон начал игру в стартовом составе и на 57-й минуте отправил мяч в свои ворота, позволив сопернику одержать уверенную победу со счётом 2:0. В итоговой турнирной таблице клуб занял первую строчку и впервые в своей истории вышел в Алльсвенскан. 3 апреля 2022 года в матче первого тура с «Гётеборгом» дебютировал за клуб в чемпионате Швеции.

## Достижения
Вернаму:
- Победитель Суперэттана: 2021

## Клубная статистика
| Выступление      | Выступление      | Выступление      | Лига | Лига | Кубки | Кубки | Конт. кубки | Конт. кубки | Итого | Итого |
| Клуб             | Лига             | Сезон            | Игры | Голы | Игры  | Голы  | Игры        | Голы        | Игры  | Голы  |
| ---------------- | ---------------- | ---------------- | ---- | ---- | ----- | ----- | ----------- | ----------- | ----- | ----- |
| Торн             | Дивизион 1       | 2019             | 6    | 0    | 0     | 0     | 0           | 0           | 6     | 0     |
| Торн             | Дивизион 1       | 2020             | 25   | 0    | 2     | 0     | 0           | 0           | 27    | 0     |
| Торн             | Итого            | Итого            | 31   | 0    | 2     | 0     | 0           | 0           | 33    | 0     |
| Вернаму          | Суперэттан       | 2021             | 17   | 1    | 1     | 0     | 0           | 0           | 18    | 1     |
| Вернаму          | Алльсвенскан     | 2022             | 2    | 0    | 2     | 0     | 0           | 0           | 4     | 0     |
| Вернаму          | Итого            | Итого            | 19   | 1    | 3     | 0     | 0           | 0           | 22    | 1     |
| Всего за карьеру | Всего за карьеру | Всего за карьеру | 50   | 1    | 5     | 0     | 0           | 0           | 55    | 1     |